# 佐賀バルーナーズ
佐賀バルーナーズ（さがバルーナーズ、英: Saga Ballooners）は、佐賀県佐賀市をホームタウンとするプロフェッショナルバスケットボールチーム。運営法人は株式会社佐賀バルーナーズ。2018年に創設され、現在はB1リーグの西地区に所属している。

## 概要
ホームタウンは佐賀県佐賀市で、運営会社は株式会社サガスポーツクラブ。『バルーナーズ』は、佐賀インターナショナルバルーンフェスタの気球（バルーン）に由来しており、気球のように大きく舞い上がり、世界に誇れるチームを目指すという意味が込められている。運営会社「株式会社サガスポーツクラブ」は、佐賀県総合運動場に新アリーナ（現・SAGAアリーナ）が建設されることを受けて設立された。施設先行型でチームを作る日本で初めての事例である。
練習場は、佐賀市が改修工事を行った佐賀市富士町の旧市立富士小学校体育館を活用している。
チームカラーは   ブルー、   ピンク、   グリーン。
マスコットキャラクターは『バルたん』。チアリーディングチームは『BAL-VENUS』。

### ホームアリーナ
チーム発足時点で、佐賀県内にB2及びB1ライセンスの観客席の基準に合うアリーナはなかったが、2023年に佐賀県で開催する第78回国民スポーツ大会・第23回全国障害者スポーツ大会のためにSAGAサンライズパーク内にB1ライセンスの観客席の5000席の基準を超える新アリーナである「SAGAアリーナ」の建設がチーム発足時点で予定されており、その供用時にはB1に昇格して本拠とする意向を持っていた。2023年のアリーナオープン後は当初構想通り本拠地となった。
ホームゲーム会場
| ホームアリーナ                            | 19-20  | 20-21  | 21-22  | 22-23 | 23-24 | 24-25 |
| ----------------------------------------- | ------ | ------ | ------ | ----- | ----- | ----- |
| SAGAアリーナ                              | -      | -      | -      | -     | 28    | 28    |
| SAGAサンライズパーク体育館 （SAGAプラザ） | 4      | 19(21) | 19(24) | 24    | 2     | -     |
| 佐賀市立諸富文化体育館（ハートフル）      | 12(20) | 5      | 4      | -     | -     | -     |
| 唐津市文化体育館                          | 4(6)   | 4      | 2      | 2     | -     | 2     |
| 吉野ヶ里町文化体育館                      | -      | -      | 1(0)   | 4     | -     | -     |
| ホーム試合数計                            | 20(30) | 28(30) | 26(30) | 30    | 30    | 30    |

括弧内は開催予定だった試合数

### ユニフォームスポンサー（2024-25シーズン）
サプライヤー
- アンダーアーマー

シャツ 正面
- ヒューベストホールディング（ホーム 中央）
- 木村情報技術（アウェイ 中央）
- SAGAスポーツピラミッド（左上）

シャツ 背中
- 佐賀新聞社（ホーム 上）
- ニシムラホールディングス（アウェイ 上）
- 医療法人春陽会 上村病院（下）

パンツ 前
- 地域みらいグループ（右上）
- タラント（右下）
- サガテレビ（右下）
- 医療法人智仁会 佐賀リハビリテーション病院（右下）
- 九州精密工業（左下）
- 溝上薬局（左下）

パンツ 後ろ
- 三愛オブリ（左）
- 西村商会（右）

### 歴代ユニフォーム
| HOME      | HOME      | HOME      | HOME      | HOME      |
| --------- | --------- | --------- | --------- | --------- |
| 2019 - 20 | 2020 - 21 | 2021 - 22 | 2022 - 23 | 2023 - 24 |
| 2024 - 25 | 2025 - 26 |           |           |           |
|           |           |           |           |           |

| AWAY      | AWAY      | AWAY      | AWAY      | AWAY      |
| --------- | --------- | --------- | --------- | --------- |
| 2019 - 20 | 2020 - 21 | 2021 - 22 | 2022 - 23 | 2023 - 24 |
| 2024 - 25 | 2025 - 26 |           |           |           |
|           |           |           |           |           |

| Other         | Other         | Other         | Other         | Other                            |
| ------------- | ------------- | ------------- | ------------- | -------------------------------- |
| 2020 - 21 3rd | 2021 - 22 3rd | 2022 - 23 3rd | 2023 - 24 3rd | 2024 - 25 3rd SUNRISE GAMES 2025 |
|               |               |               |               |                                  |

## 歴史

### チーム創設
2017年12月、サガン鳥栖の運営会社「サガンドリームス」の元社長である竹原稔の次男で、イタリアセリエA・ユベントスの関連会社でスポーツビジネスを学んだ竹原哲平が中心となり、前述の通りアリーナ建設を念頭に運営会社「サガスポーツクラブ」を設立、2018年4月にチームを結成。サーシャ・ブヤチッチがアンバサダーに就任し、その弟のアル・ビェコビッチが選手兼任でヘッドコーチ（HC）に就任した。同年シーズンからB.LEAGUE及びB3.LEAGUE下部にあたる中国･四国･九州地域リーグに参入した。
2018年9月12日のB3リーグ理事会でB3リーグ準加盟が承認され、2019年3月6日の同リーグ理事会でB3リーグ公式試合参加資格に合格。4月11日には2019-20シーズンからのB3リーグ入会が承認された。同年10月8日、Bリーグの理事会でBリーグ準加盟クラブに認定された。

### B.LEAGUE

#### 2019-20シーズン (B3)

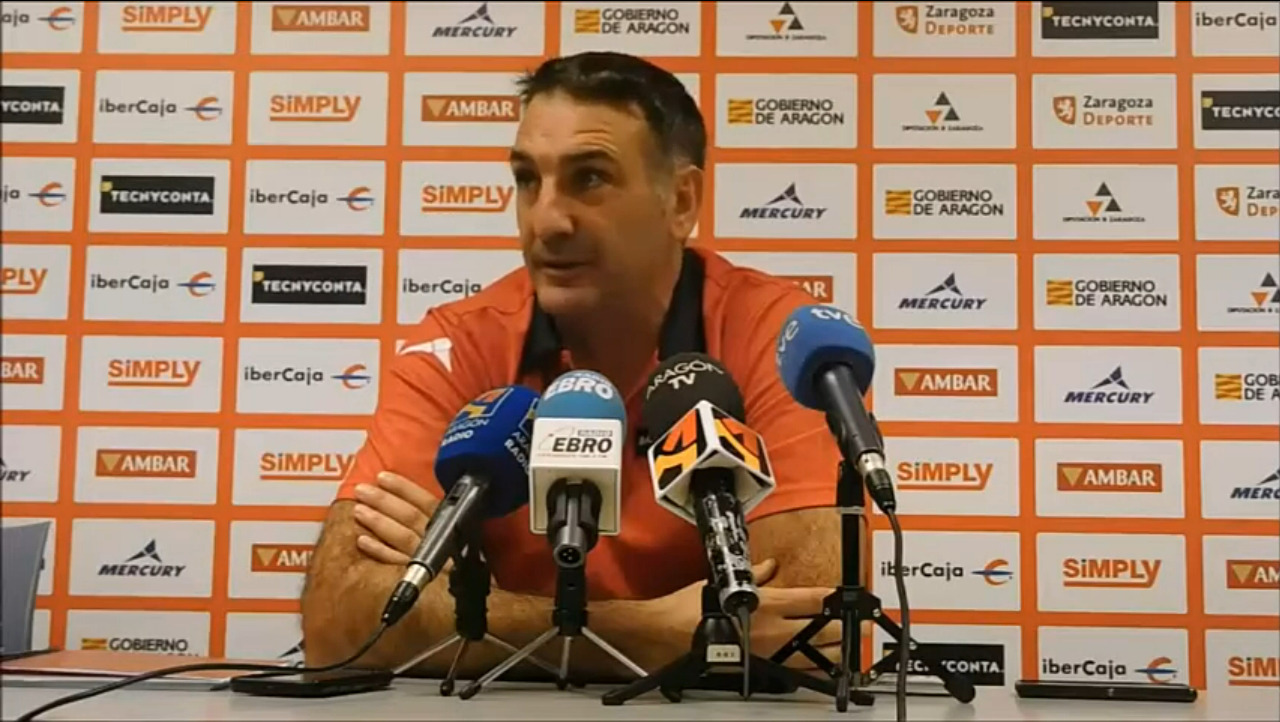
ルイス・ギル・トーレス

ビェコビッチを解任し、2019年5月25日にスペイン代表アシスタントコーチ（AC）であるルイス・ギル・トーレスが新HCに就任した。ACに元熊本HCの保田尭之とスペイン人のフェルナンド・カレロ・ヒルが就任した。
シーズンは開幕2戦目から8連勝を記録。いったん7位まで順位を下げたが、12月から10連勝と11連勝を記録して2月に首位に浮上し、その状態で3月27日のリーグ戦中止（新型コロナウイルス感染拡大による）を迎え、B3優勝を達成した。
シーズン終了後の4月24日に開かれたリーグ理事会で、B2リーグへの昇格が決定した。

#### 2020-21シーズン (B2西地区)
トーレスHCが続投。シーズン序盤に8連勝を記録して首位に立ったがその後失速。西地区8チーム中3位となりプレイオフに進出したが、東地区2位の茨城に2連敗を喫して敗退した。シーズン終了後の6月に竹原哲平が代表取締役社長を退任した。

#### 2021-22シーズン (B2西地区)
トーレスHCが退任し、宮永雄太が新HC（GM兼任）に就任した。レギュラーシーズンは西地区4位（29勝21敗）ながらも、ワイルドカード上位枠（全体7位）での2シーズン連続でのB2プレーオフに進出した。B2プレーオフ・クォーターファイナルでは西地区優勝の香川と対戦したが、2連敗を喫して敗退した。

#### 2022-23シーズン (B2西地区)
2023年2月11日、唐津市に本社を置くヒューベストホールディングスの資本参加と業務提携が発表された。これはクラブの財政基盤を強化し、デジタル/アナログの両面での発展的な取り組みを推進する。
レギュラーシーズンは45勝15敗で西地区優勝を決め、B2プレーオフ準々決勝で福島ファイヤーボンズに2連勝し、準決勝でも西宮ストークスに2連勝でB1昇格を決めた。これにより隣県の長崎ヴェルカとともにBリーグ発足後の新規参入クラブとして初のB1昇格となる。そして、九州ダービーとなった決勝戦でも長崎ヴェルカに2連勝でB2優勝を決めた。

#### 2023-24シーズン（B1西地区）
2023年7月1日、運営会社の社名を「株式会社佐賀バルーナーズ」に変更した。新たに代表取締役会長に岡野晃士が、取締役には高橋直弘が就任した。
レギュラーシーズンは29勝31敗で西地区5位（全体順位15位）となり、B1昇格初年度のクラブとして歴代最高勝率を記録した。

#### 2024-25シーズン（B1西地区）
シーズン序盤にチームの大黒柱であるジョシュ・ハレルソンが右足関節脱臼骨折のため長期離脱を強いられる。離脱したハレルソンのポジションには三河を契約解除になっていたモッチ・ラミンが加入。
けが人が相次ぎ苦しい戦いとなったシーズンを22勝38敗の西地区7位で終えた。

## 選手とスタッフ

### 過去の主な所属選手
- マット・ボンズ : 2019-2020[31][32]
- 小松秀平 : 2019-2021[33]
- 渋田怜音 : 2019-2021[34]
- 川真田紘也 : 2020-2021[34]
- 相馬卓弥 : 2020-2021[35][36]
- 中西良太 : 2020-2021[37][38]
- 石谷聡 : 2021-2022[39]
- 駒水大雅ジャック : 2021-2022[40]
- ペリー・エリス : 2022[41]
- テレンス・キング : 2023[42][43]
- 西裕太郎 : 2020-2023[44]
- 西川貴之 : 2021-2023[45]
- ファイ・パプ月瑠 : 2021-2023[46]
- ミカイル・マッキントッシュ（英語版） : 2022-2023[44]
- 葛原大智 : 2023-2024[47][48]
- アレン・ダーラム : 2025[49][50]

### 歴代ヘッドコーチ
1. アル・ビェコビッチ（2018-2019）
2. ルイス・ギル・トーレス（2019-2021）
3. 宮永雄太（2021-現在）